# Club Social y Deportivo Villa Española
Maillots
Le club Social y Deportivo Villa Española est un club uruguayen de football basé à Montevideo.

## Historique
- 1940 - Club Social y Deportivo Villa Española
- 1973 - Club devenu professionnel
- 1998 - 1re participation en 1re division uruguayen (Saison : 1997-98)

## Palmarès
- Championnat d'Uruguay de deuxième division (1)
  - Champion : 2001

- Championnat d'Uruguay de troisième division (4)
  - Champion : 1973, 1980, 1987, 1996